# Mi reflejo
Mi reflejo es el título del segundo álbum de estudio y el primero realizado en español grabado y realizado por la cantante estadounidense Christina Aguilera. El álbum fue lanzado al mercado bajo los sellos discográficos RCA Records y BMG U.S. Latin el 12 de septiembre de 2000. Incluye versiones en español de cinco canciones de su álbum debut homónimo Christina Aguilera (1999), así como cuatro originales y dos versiones de otros artistas. Las canciones fueron traducidas y adaptadas al español por Rudy Pérez, quien también produjo el álbum.
En Estados Unidos, el álbum llegó al puesto número uno del Billboard Top Latin Albums y permaneció 19 semanas consecutivas en la cima de la lista, siendo todo un récord para Aguilera, convirtiéndola en la única cantante en tener este logro con casi medio año de éxito en toda la historia de Billboard. También logró posicionarse en el número uno del Billboard Latin Pop Albums. Si bien el hecho de ser un álbum con la totalidad de canciones en español podría suponer una limitación para su éxito fuera del mundo hispanohablante. Fue certificado con seis discos de platino (campo Latino) en Estados Unidos. A nivel mundial las ventas del álbum se estiman en más de dos millones de copias.
Tras su lanzamiento, Mi reflejo recibió reseñas generalmente mixtas de los críticos de música, quienes notaron similitudes musicales a Christina Aguilera. El álbum llevó a Aguilera a ganar un Premio Grammy Latino al mejor álbum vocal pop femenino, siendo la primera artista estadounidense en obtener dicho premio, también obtuvo otra nominación a la grabación del año por «Pero me acuerdo de ti», por otro lado, ganó dos Billboard Latin Music Awards, y una nominación a los Premios Lo Nuestro.
Se lanzaron tres sencillos del álbum: «Ven conmigo (Solamente tú)», «Pero me acuerdo de ti» y «Falsas esperanzas». Los dos primeros se convirtieron un éxito en el mercado hispano de los Estados Unidos, además la primera de estas es el tema más conocido de Aguilera en América Latina. Por otro lado, cuenta con el bolero «Contigo en la distancia» y las versiones de español de sencillos como: «Genie in a Bottle» y «I Turn to You» de las cuales la primera se convirtió un éxito en el mercado hispano. También contiene un tema junto al cantautor puertorriqueño-estadounidense Luis Fonsi, llamado «Si no te hubiera conocido».
Para promocionar el álbum, Aguilera amplió su gira, Christina Aguilera: In Concert Tour, en 2001 durante ocho fechas más, y actuó en la entrega de los Premios Grammy de 2001.

## Antecedentes
El mánager de Aguilera, Steven Kurtz, le comentó a MTV durante una entrevista que ella había hablado varias veces de la grabación de un álbum en español, incluso antes de que ella grabara su álbum debut. En 2000, Aguilera comenzó a grabar con el productor Rudy Pérez en Miami. De acuerdo con Pérez, Aguilera no conocía ninguna canción clásica en español aunque ella tenía conocimiento del idioma, por haber crecido con un familiar latino, su padre ecuatoriano. En ese momento ella estaba de gira promocionando su álbum debut grabando su álbum navideño, My Kind of Christmas (2000). El título del álbum fue planeado para ser Latin Lover Girl, que después paso a llamarse Mi reflejo, basado en el título en español de la canción «Reflection» de la banda sonora de la película animada de 1998, Mulan.
Kurtz dijo que el álbum muestra un crecimiento considerable de Aguilera como vocalista desde que apareció en la escena del pop, ya que tenía 17 años cuando inició con su álbum debut, en ese entonces ya con 19 años «su voz ha madurado y tiene más potencia».
Luego de haber trabajado en este álbum, Christina ha cantado varias canciones en español:
2002: Primer Amor (Interlude) en el álbum Stripped.
2002: También para el álbum Stripped cantó "Dame lo que yo te doy" incluido en las versiones de los países hispano-hablantes.
2006: Interpretó junto a Andrea Bocelli el tema «Somos novios»
2010: Para su álbum Bionic, cantó la canción bilingüe Desnúdate, que tiene partes en español.
2013:«Hoy tengo ganas de ti» junto a Alejandro Fernández.

## Composición

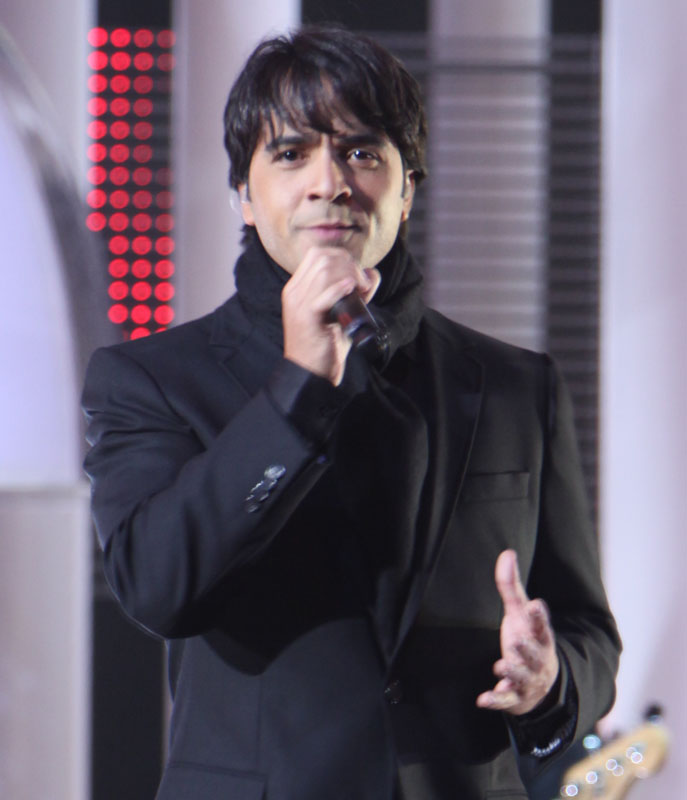
Luis Fonsi colaboró en el tema «Si no te hubiera conocido», pues según la misma Aguilera lo quería en dicho tema.

El contenido del álbum serían cinco temas de su álbum debut traducidos al español y seis temas nuevos entre los que destacan el clásico bolero «Contigo en la distancia» y un cover de «Pero me acuerdo de ti». Mi reflejo fue producida por el múltiple ganador de premios Grammy, Billboard y Premio ASCAP, Rudy Pérez, un cubano-estadounidense que también escribió tres de sus cuatro nuevas canciones, «Si no te hubiera conocido», «Cuando no es contigo» y «El beso del final». También compuso las versiones en español de «Come On Over Baby (All I Want Is You)» («Ven conmigo (Solamente tú)»), «Genie in a Bottle» («Genio atrapado»), «I Turn to You» («Por siempre tú»), «What a Girl Wants» («Una mujer»), y «Reflection» («Mi reflejo»). Aguilera interpreta la canción de Pérez «Pero me acuerdo de ti», que fue realizada originalmente para la cantautora y actriz puertorriqueño-estadounidense Lourdes Robles en su álbum Definitivamente (1991). Pérez afirmó que Aguilera no sabía nada de español durante la grabación; se remediaba el problema fonéticamente escribiendo letras e incluyendo un sistema que le permitiera a Aguilera pronunciar la «r» en las canciones. Mi reflejo cuenta con el bolero «Contigo en la distancia» de César Portillo de la Luz. Además, el cantautor puertorriqueño-estadounidense Luis Fonsi colaboró con Aguilera en la balada romántica «Si no te hubiera conocido». Aguilera quería a Fonsi para realizar un dueto con ella ya que sentía que podía relacionarse con él, puesto que «crecieron escuchando las mismas cosas». «Cuando no es contigo» es una canción de salsa que fue arreglado por Sergio George. «Falsas esperanzas» es una canción tropical que cuenta con el músico cubano Paquito Hechevarria en el piano.

## Recepción

### Crítica
En Metacritic, que asigna una calificación de 100 a los comentarios de los críticos principales, Mi reflejo recibió una puntuación de 56, basada en siete opiniones, lo que indica «reseñas mixtas o promedio». Stephen Erlewine de Allmusic describió el álbum como una imagen especular de su álbum debut Christina Aguilera. Sentía que era «poco demasiado familiar», aunque alabó las grabaciones como «bien producidas», sin embargo, llegó a la conclusión de que el «álbum no añade nada nuevo a su música, ya que es sólo la música antigua con ropa nueva». Un editor de Billboard escribió que Aguilera ha dado una mayoría dominante al álbum pop con inflexiones latinas. En una crítica agridulce de Eliseo Cardona de CDNow, dijo que disfrutaba la interpretación vocal de Aguilera, calificándola con «precisión, elegancia, fuerza», sin embargo criticó la traducción literal del español al inglés afirmando que hizo una «buena carcajada y un mejor bostezo». Elogió el tema «Cuando no es contigo», como hace que Aguilera sea «creíble y expresiva salsera» y su versión de «Contigo en la distancia» como el tema más destacado del álbum.
David Browne de Entertainment Weekly, le dio al álbum una calificación de C, escribió la crítica desde el punto de vista de una parodia a Aguilera. Se burlaba en el intento de que Aguilera hiciera un disco en español, simplemente por su herencia ecuatoriana, criticó la nota alta «innecesaria», y «las antiguas baladas latinoamericanas idénticas», y las fotos usadas en el folleto del álbum. Mike Magnuson de HOB.com escribió una reseña crítica del álbum amonestando las fotos en el expediente para intentar que Aguilera parezca latina, insistió en que fue una mala influencia para el público más joven. Aunque menciona que «se puede confiar en su voz agradable» y elogió el uso de la percusión y la influencia de América, afirmó que esta grabación era «simplemente un invento de la mercadotecnia ha ido demasiado lejos». Parry Gettelman de Orlando Sentinel señaló que «Mi reflejo carece de profundidad emocional, y su decisión de grabar en español parece más un intento de conquistar nuevos territorios en las listas de popularidad que cualquier otra cosa».
Sonicnet llama su producción «superslick» y comparó la voz de Aguilera con la de Mariah Carey, completando que «el álbum casi garantiza que la diva diminuta ampliará sus poderes coloniales al sur de la frontera. En otras palabras, ella está planeando hacer un revés a Ricky Martin sobre nosotros». Ernesto Lechner de Los Ángeles Times le dio al álbum dos estrellas y media de cuatro estrellas, compara su voz en su álbum de debut y en Mi reflejo, describiendo su actuación en esta última como «ridícula». Se quejó de la portada de «Contingo en la distancia», que describió como una «confección hinchada» de Aguilera. Kurt B. Reighley de Wall of Sound escribió que el álbum es «una impresionante adición al limitado canon de la joven Christina».

### Comercial
| «Creo que el mercado general solo sabe de nosotros cuando hay un gran éxito así. Pero acabó de hacer lo mismo que hacemos siempre». —Rudy Pérez en referencia a Mi reflejo |

Mi reflejo debutó en el número 27 en el Billboard 200 en la semana del 30 de septiembre de 2000. En la misma semana, el álbum debutó en el número uno en el Billboard Top Latin Albums y reemplaza el álbum homónimo de la banda puertorriqueño-estadounidense Son by Four. Pasó 19 semanas en la cima de la tabla hasta que fue reemplazada por Vicente Fernández y su álbum de grandes éxitos Historia de un ídolo, vol. 1. Mi reflejo es uno de los álbumes más vendidos de América de 2000 y se convirtió en el segundo álbum más vendido de América del siguiente después de Paulina de Paulina Rubio. De acuerdo con Nielsen SoundScan, el álbum ha vendido 480 000 copias en los Estados Unidos hasta 2009. Del mismo modo, el álbum debutó en el número uno en los Billboard Latin Pop Albums donde debutó en la cima de la tabla precediendo a Galería Caribe del cantautor guatemalteco Ricardo Arjona. Asimismo, permaneció durante diecinueve semanas en la cima de esta tabla hasta que fue sustituido por Abrázame muy fuerte del cantautor mexicano Juan Gabriel. Mi reflejo fue el álbum más vendido de pop latino de 2000. El 10 de septiembre de 2001, se certificó 6 discos de platino (para Latinoamérica) por ventas de 600 000 copias por la Recording Industry Association of America (RIAA).
Internacionalmente, el álbum alcanzó el número dos en la lista de álbumes de Argentina y fue certificado platino por la Cámara Argentina de Productores de Fonogramas y Videogramas (CAPIF). También alcanzó el cincuenta y cuatro en Suiza y fue certificado con platino en México por la Asociación Mexicana de Productores de Fonogramas y Videogramas (AMPROFON). En España, el álbum alcanzó el puesto número doce en la lista de álbumes españoles y fue certificado platino en el país para el envío de 100 mil copias. El álbum ha vendido más de 300 000 copias en Panamá. El álbum ha vendido alrededor de 3 millones de copias en todo el mundo hasta 2007.

## Sencillos

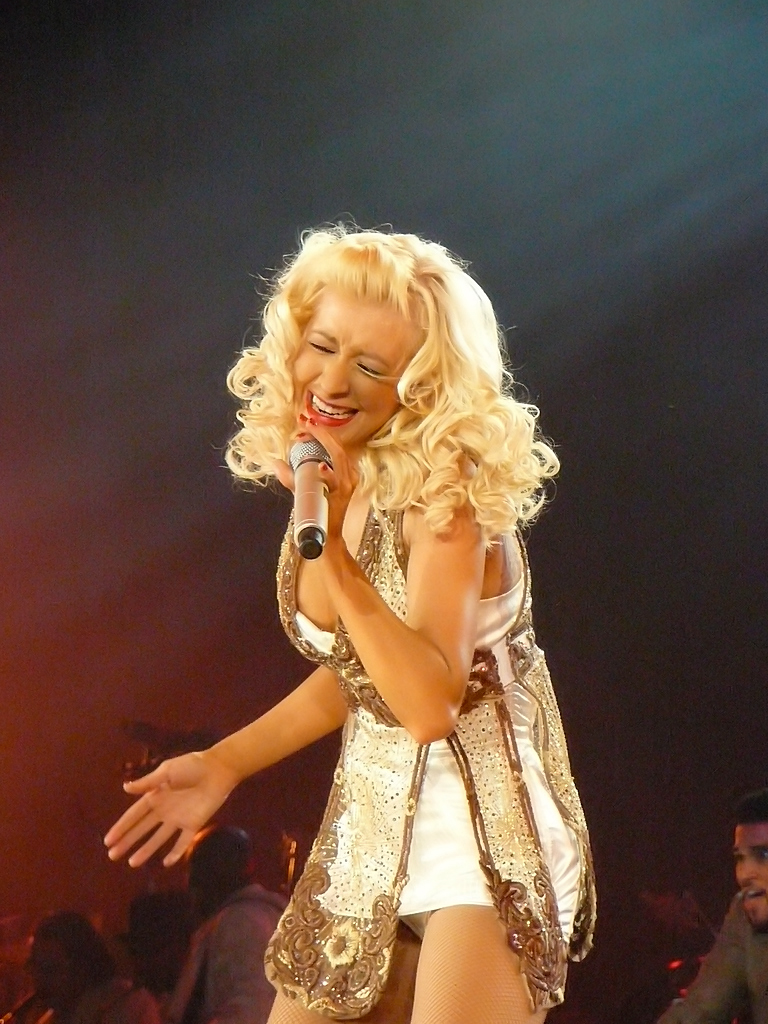
La canción «Ven conmigo (Solamente tú)», es una de las canciones más exitosas del Hot Latin Tracks, ubicándose en la vigésima posición. En la imagen la artista interpretando la versión en inglés, durante el Back to Basics Tour.

El primer sencillo del álbum fue «Ven conmigo (Solamente tú)», versión en español del tema «Come On Over Baby (All I Want Is You)», siendo lanzado el 5 de junio de 2000 en las estaciones de radioemisoras latinas. La canción alcanzó el número uno en la lista Billboard Hot Latin Tracks y el número dos en la lista Billboard Latin Pop Airplay. También alcanzó el número ocho en España.
El siguiente sencillo fue «Pero me acuerdo de ti», publicado el 11 de diciembre de 2000, la cual ingresó en el número ocho en la lista Hot Latin Tracks en los Estados Unidos. En España, alcanzó el número tres del conteo. El tema contó con un vídeo musical, el cual fue dirigido por Kevin G. Bray.
La canción ha tenido varias versiones de otros artistas, entre ellos la cantante y actriz mexicana Edith Márquez hizo un cover en 2008 incluyéndola en su álbum Pasiones de Cabaret, y el cantante estadounidense Jencarlos Canela, quien la interpretó en House of Blues.
El tercer sencillo «Falsas esperanzas», fue lanzado el 30 de abril de 2001. La canción alcanzó el número quince en España. El vídeo musical, fue tomado de su DVD My Reflection en donde fue dirigida por Lawrence Jordan. Cabe destacar que la canción fue usada como tema central de la telenovela mexicana de la cadena TV Azteca, Como en el cine (2001-2002), protagonizada por Lorena Rojas y Mauricio Ochmann.

### Otras canciones
«Genio atrapado», «Por siempre tú», «Contigo en la distancia» y «Si no te hubiera conocido» junto al cantautor puertorriqueño-estadounidense Luis Fonsi se publicaron anteriormente como sencillos, junto con sus versiones originales. El primer sencillo alcanzó el puesto número trece en el Billboard Hot Latin Tracks, mientras que el segundo sencillo alcanzó el número seis en Hot Latin Tracks y el número dos en la lista Latin Pop Airplay. Otros temas relevantes por su recepción comercial fueron «Contigo en la distancia» y «Si no te hubiera conocido», la primera es reconocida como una de las mejores versiones de dicho bolero, por la excelente voz. La segunda —a dúo con Luis Fonsi— es reconocida por la voz de la artista y la cooperación del colaborador.

## Promoción
Para promover Mi reflejo, Aguilera amplió su gira Christina Aguilera: In Concert Tour en 2001 durante ocho fechas más, visitando México, Puerto Rico, Venezuela, Panamá y Japón. Aguilera también ofreció una actuación en los premios Grammy Latinos en febrero de 2001, interpretando «Pero me acuerdo de ti» y «Falsas esperanzas».

## Impacto cultural
Algunas revistas estadounidenses han deducido que los sencillos de Mi reflejo junto con los sencillos del álbum Mi sangre (2004) del exitoso cantautor colombiano Juanes han sido las más consecutivas en el mercado hispano y anglosajón. La mayoría de las canciones del álbum han sido interpretadas por varias ocasiones por competidores de La Academia, La Voz... México, La Voz Argentina, La Voz Colombia, Cantando por un Sueño Argentina, El Factor X, entre otros realitys.

### Reconocimientos
En los premios Grammy Latino de 2000, Aguilera recibió una nominación a mejor interpretación vocal pop femenina por «Genio atrapado», resultando ganadora Shakira con el tema «Ojos así». En los premios Grammy Latino 2001, el álbum recibió un galardón en la categoría mejor álbum pop vocal femenino,. En los premios Grammy de 2001, el álbum recibió una nominación al mejor álbum pop latino, resultó ganadora Shakira y su álbum MTV Unplugged. El álbum también recibió una nominación en 2001 en Premios Lo Nuestro para álbum pop del año, pero perdió frente al álbum Paulina de Paulina Rubio. Aguilera misma recibió dos Premios Lo Nuestro como artista femenina pop del año y nuevo artista pop del año. En los 2001 en los premios Billboard Latin Music Awards, el álbum recibió dos premios por álbum pop del año por una artista femenina y álbum pop del año por un nuevo artista. En la entrega de los Blockbuster Entertainment Awards, Aguilera recibió un premio a la artista favorita latina debido al éxito del álbum en los Estados Unidos.

## Lista de canciones
| Mi reflejo |                                              |                                                      |                                         |                                         |          |  |
| N.º        | Título                                       | Letras                                               | Música                                  | Producción                              | Duración |  |
| 1.         | «Genio atrapado»                             | Rudy Pérez · David Frank · Steve Kipner · Pam Sheyne | David Frank · Steve Kipner · Pam Sheyne | Rudy Pérez · David Frank · Steve Kipner | 3:37     |  |
| 2.         | «Falsas esperanzas»                          | Jorge Luis Piloto                                    | Jorge Luis Piloto                       | Rudy Pérez                              | 2:57     |  |
| 3.         | «El beso del final»                          | Rudy Pérez · Franne Golde · Tom Snow                 | Franne Golde · Tom Snow                 | Rudy Pérez                              | 4:41     |  |
| 4.         | «Pero me acuerdo de ti»                      | Rudy Pérez                                           | Rudy Pérez                              | Rudy Pérez                              | 4:26     |  |
| 5.         | «Ven conmigo (Solamente tú)»                 | Rudy Pérez Johan Âberg · Paul Rein                   | Rudy Pérez · Johan Âberg · Paul Rein    | Rudy Pérez · Johan Âberg · Paul Rein    | 3:11     |  |
| 6.         | «Si no te hubiera conocido» (con Luis Fonsi) | Rudy Pérez                                           | Rudy Pérez                              | Rudy Pérez                              | 4:50     |  |
| 7.         | «Contigo en la distancia»                    | César Portillo de la Luz                             | César Portillo de la Luz                | Rudy Pérez                              | 3:43     |  |
| 8.         | «Cuando no es contigo»                       | Rudy Pérez · Manuel López                            | Rudy Pérez · Manuel López               | Rudy Pérez · Sergio George              | 4:10     |  |
| 9.         | «Por siempre tú»                             | Rudy Pérez · Diane Warren                            | Diane Warren                            | Rudy Pérez · Guy Roche                  | 4:05     |  |
| 10.        | «Una mujer»                                  | Rudy Pérez · Guy Roche · Shelly Peiken               | Guy Roche · Shelly Peiken               | Rudy Pérez · Guy Roche                  | 3:14     |  |
| 11.        | «Mi reflejo»                                 | Rudy Pérez · Matthew Wilder · David Zippel           | Matthew Wilder · David Zippel           | Rudy Pérez · Matthew Wilder             | 3:33     |  |
| 42:35      |                                              |                                                      |                                         |                                         |          |  |

| Edición especial |                                                |          |  |
| N.º              | Título                                         | Duración |  |
| 1.               | «Falsas esperanzas» (Dance Radio Mix)          | 3:27     |  |
| 2.               | «Falsas esperanzas» (Tropical Mix)             | 3:10     |  |
| 3.               | «Pero me acuerdo de ti» (Remix)                | 3:41     |  |
| 4.               | «Ven conmigo (Solamente tú)» (Karaoke Version) | 3:12     |  |

## Créditos y personal
| Músicos - Christina Aguilera - Voz - Richard Bravo - Percusión - Ed Calle - Saxofón - Tony Concepción - Trompetas y Fliscorno - Geannie Cruz - Coros - Luis Fonsi - Artista invitado - David Frank - Batería, teclado - Jerry Goldsmith - conductor - John Goux - Guitarras - Paquito Hechavarria - Piano - Julio Hernández - Bajo eléctrico - Steve Kipner - Batería, teclado - Matt Laug - Pandereta - Lee Levin - Batería - Manny Lopez - Guitarra acústica - Raúl Midón - Coros - Rafael Padilla - Percusión - Agustín Pantoja - Palmadas - Wendy Pederson - Voz - Rudy Pérez - Productor, arreglista, compositor, teclados, guitarra española - Clay Perry - Teclados, programación - Tim Pierce - Guitarras - Stephen Dorff - Concert Master - Paul Buckmaster - Concert Master - La Sinfónica de Utah - Orquesta de Cuerdas y Sección de Viento | - Rubén Rodríguez - Bajo eléctrico - Michael C. Ross - Teclado - Dana Teboe - Trombón - Michael Thompson - Guitarra - Dan Warner - Guitarra - Matthew Wilder - Orquestación - Aaron Zigman - Orquestación Producción - Productor: Rudy Pérez - Productor ejecutivo: Ron Fair, Diane Warren - Mánager de producción: Steve Kurtz - Ingenieros de grabación: Paul Arnold, Bob Brockman, Mario DeJesús, Mike Greene, Mario Lucy, Joel Numa, Paul Rein, Michael C. Ross, Bruce Weeden - Ingenieros asistentes: Tom Bender, Michael Huff - Mezclas: Mike Couzzi, Mick Guzauski, Peter Mokran, Dave Way, Bruce Weeden - Programación: Rudy Pérez, Guy Roche, Michael C. Ross - Programación de batería: Rudy Pérez, Kristian "Renegade" Pérez - Programación de percusión: Rudy Pérez - Arreglistas: Rudy Perez, Ed Calle, David Frank, Sergio George, Ron Harris - Arreglos vocales: Ron Fair, Rudy Pérez - Arreglos de cuerdas: Gary Lindsay, Rudy Pérez - Orquestación: Matthew Wilder, Aaron Zigman - Fotografías: Mark Weiss - Diseño gráfico: Brett Kilroe |

- Fuente: Discogs[64]

## Posicionamiento en listas
| Lista (2000)                      | Posición más alta |
| --------------------------------- | ----------------- |
| España (Spanish Albums Chart)     | 12                |
| Estados Unidos (Billboard 200)    | 27                |
| Estados Unidos (Top Latin Albums) | 1                 |
| Estados Unidos (Latin Pop Albums) | 1                 |
| México (AMPROFON Top 100)         | 1                 |
| Suiza (Swiss Albums Chart)        | 54                |
| Uruguay (Uruguay Albums Chart)    | 2                 |
| Lista (2001)                      | Posición más alta |
| Argentina (CAPIF)                 | 2                 |
| Japón (Japanese Albums Chart)     | 59                |

| Lista (2000)                      | Posición |
| --------------------------------- | -------- |
| Estados Unidos (Top Latin Albums) | 5        |
| Estados Unidos (Latin Pop Albums) | 1        |
| Lista (2001)                      | Posición |
| Estados Unidos (Top Latin Albums) | 2        |
| Estados Unidos (Latin Pop Albums) | 2        |

| Lista (2000s)                     | Posición |
| --------------------------------- | -------- |
| Estados Unidos (Top Latin Albums) | 13       |
| Estados Unidos (Latin Pop Albums) | 7        |

### Sucesión y posicionamiento
| Predecesor: Son by Four de Son by Four | U.S. Billboard Top Latin Albums — Álbum N°. 1 30 de septiembre de 2000 - 9 de febrero de 2001 | Sucesor: Historia de un ídolo, vol. 1 de Vicente Fernández |

| Predecesor: Galería Caribe de Ricardo Arjona | U.S. Billboard Latin Pop Albums — Álbum N°. 1 30 de septiembre de 2000 - 9 de febrero de 2001 | Sucesor: Abrázame muy fuerte de Juan Gabriel |

## Certificaciones
| País (organismo certificador) | Certificaciones |
| ----------------------------- | --------------- |
| Argentina (CAPIF)             | Platino         |
| España (PROMUSICAE)           | Platino         |
| Estados Unidos (RIAA Latin)   | 6× Platino      |
| México (AMPROFON)             | Platino         |
| Rusia (NFPF)                  | Platino         |

## Premios y nominaciones
| Año  | Ceremonia                        | Categoría                                   | Trabajo nominado        | Resultado |
| ---- | -------------------------------- | ------------------------------------------- | ----------------------- | --------- |
| 2000 | Premios Grammy Latino            | Mejor interpretación vocal pop femenina     | «Genio atrapado»        | Nominado  |
| 2001 | Premios Grammy Latino            | Grabación del año                           | «Pero me acuerdo de ti» | Nominado  |
| 2001 | Premios Grammy Latino            | Mejor álbum vocal pop femenino              | Mi reflejo              | Ganador   |
| 2001 | Blockbuster Entertainment Awards | Álbum latino favorito                       | Mi reflejo              | Ganador   |
| 2001 | Premios Grammy                   | Mejor álbum pop latino                      | Mi reflejo              | Nominado  |
| 2001 | Billboard Latin Music Awards     | Álbum femenino pop del año                  | Mi reflejo              | Ganador   |
| 2001 | Billboard Latin Music Awards     | Álbum pop del año                           | Mi reflejo              | Ganador   |
| 2001 | Premios Lo Nuestro               | Álbum pop del año                           | Mi reflejo              | Nominado  |
| 2001 | World Music Awards               | Álbum latino femenino mejor vendido del año | Mi reflejo              | Ganador   |

## Historial de lanzamientos
| País           | Fecha                    | Formato(s)         | Discográfica           | Ref.   |
| -------------- | ------------------------ | ------------------ | ---------------------- | ------ |
| Latinoamérica  | 12 de septiembre de 2000 | CD, álbum          | BMG U.S. Latin         | [ 64 ] |
| Estados Unidos | 12 de septiembre de 2000 | CD, álbum mejorado | RCA Records, BMG Music | [ 74 ] |
| España         | 12 de septiembre de 2000 | CD, álbum mejorado | BMG Music              | [ 75 ] |
| Europa         | 12 de septiembre de 2000 | CD, álbum mejorado | RCA Records, BMG Music | [ 76 ] |
| China          | 2006                     | CD, álbum          | Fine Arts              | [ 77 ] |
| Japón          | 10 de septiembre de 2002 | CD, álbum mejorado | RCA Records, BMG Music | [ 78 ] |